# COROT-23
COROT-23 — звезда, которая находится в созвездии Змея на расстоянии около 1956 световых лет от нас. Вокруг звезды обращается, как минимум, одна планета.

## Характеристики
COROT-23 представляет собой жёлтый карлик, звезду главной последовательности, похожую на наше Солнце. Её масса и радиус равны 1,098 и 0,86 солнечных соответственно. Температура поверхности составляет около 5900 кельвин.